# حقوق الاتصال
تشمل حقوق الاتصال حرية الرأي والتعبير، والحوكمة الديمقراطية لوسائل الإعلام وملكيتها والسيطرة عليها، ومشاركة الفرد لهويته الثقافية، والحقوق اللغوية، وحق التعلم، والحق في الخصوصية، وحرية التجمع، وحق تقرير المصير. كما أنها مرتبطة أيضًا بالاستبعاد الاجتماعي وجودة وسائل الاتصال وإتاحتها.
يرتبط «الحق في الاتصال» و«حقوق الاتصال» ارتباطًا وثيقًا، لكنهما غير متطابقين. يرتبط المصطلح الأول بمناقشة النظام العالمي الجديد للمعلومات والاتصالات إلى حد بعيد، ويشير إلى الحاجة لاعتراف قانوني رسمي بهذا الحق، كإطار عام لتطبيق أكثر فعالية. يؤكد المصطلح الآخر على حقيقة وجود مجموعة من الحقوق الدولية التي يقوم عليها الاتصال، ولكن كثيرًا ما يهمل العديد منها وتتطلب إعدادًا وتجهيزًا عمليًا.

## الركائز الأربع
ترتبط كل ركيزة من ركائز [حقوق الاتصال] بمجال مختلف من الحياة الاجتماعية والخبرة والممارسة، حيث ينشط الاتصال بصورة أساسية ويؤدي وظائف رئيسية. يتضمن منطق كل ركيزة من [الركائز] الأربع [كما هو] مجالًا مستقلًا نسبيًا من العمل الاجتماعي، ويعتمد على الآخرين أيضًا في تحقيق هدفه النهائي- فهي مجموعات متشابكة ضرورية للكفاح من أجل تحقيق حقوق الاتصال. يمكن متابعة العمل في إطار كل منها بشكل متماسك، وغالبًا ما يكون ذلك بالتعاون مع الممثلين الاجتماعيين الآخرين المعنيين بهذا المجال بوجه أعم، بينما يمكن، بل يجب، بناء جسور تواصل مع المجالات الأخرى إذا أريد تحقيق الهدف.

### التواصل في المجال العام
«يُعرف دور الاتصال والإعلام بممارسة المشاركة السياسية الديمقراطية في المجتمع. ولكن الأخبار الزائفة والملفقة التي تثبها وسائل الإعلام المختلفة للاستفادة المالية من الدولة أمر خطير للغاية، وقد تطور هذا الاتجاه في القرن الحادي والعشرين بغض النظر عن أي دولة في جميع أنحاء العالم. كما أن النص القانوني وتطبيقه بشكل جزئي ضعيف للغاية إذ تحكمه إرادة الدولة. لا تهتم الصحافة الحرة والنزيهة بنشر وبث أخبار كاذبة وملفقة بشكل هادف».

### علم الاتصال
«يقصد بعلم الاتصال المصطلحات والوسائل التي تستخدمها مجموعات مختلفة لإيصال أو حجب المعرفة الناتجة عن التفاعل في المجتمع».

### الحقوق المدنية في الاتصال
«يقصد بالحقوق المدنية في الاتصال ممارسة الحقوق المدنية المتعلقة بعمليات الاتصال في المجتمع».

### الحقوق الثقافية في الاتصال
«التواصل بين الثقافات المختلفة والأشكال والهويات الثقافية على المستويين الفردي والاجتماعي».

## الحق في التواصل مقابل حقوق الاتصال
يرتبط «الحق في الاتصال» و«حقوق الاتصال» ارتباطًا وثيقًا، ولكن تاريخهما واستخدامهما مختلفان. أصبح المصطلح الأول مرتبطًا بمناقشة النظام العالمي الجديد للمعلومات والاتصالات، أثناء العلاقات المتوترة في الحرب الباردة في سبعينيات وثمانينيات القرن الماضي، ومن ثم تخلت الجهود داخل اليونسكو عن صياغة مثل هذا الحق. يؤكد المصطلح الأخير على حقيقة وجود مجموعة من الحقوق الدولية التي يقوم عليها الاتصال، ولكن كثيرًا ما يهمل العديد منها وتتطلب إعدادًا وتجهيزًا عمليًا. لا يزال البعض -خاصةً في قطاع الإعلام- ينظرون إلى الحق في التواصل على أنه «مصطلح رمزي» للرقابة الحكومية، بينما ينظر الآخرون إلى الابتكارات التكنولوجية في الاتصالات الإلكترونية التفاعلية والعالمية في العقود الأخيرة على أنها تتحدى نظم وسائل الإعلام التقليدية وصياغة قيم حقوق الاتصال الناتجة عنها، وبالتالي تتجدد الحاجة إلى إعادة النظر في الحاجة إلى الحق في التواصل.